# Lista de telenovelas da TV Cultura

Esta é uma lista de telenovelas da TV Cultura, apresentadas em ordem de exibição.

## Telenovelas em ordem de exibição

### Década de 1960
| #  | Início                 | Término                | Título                    | Cap. | Horário | Autoria                      | Diretor                         | Ref   |
| -- | ---------------------- | ---------------------- | ------------------------- | ---- | ------- | ---------------------------- | ------------------------------- | ----- |
| 1  | 03 de Outubro de 1960  | Abril de 1961          | A Cabeçuda                | n.d  | 20h35   | Lúcia Lambertini             | -                               |       |
| 2  | 14 de Abril de 1961    | Outubro de 1961        | Clarissa                  | n.d  | 20h00   | Nara Navarro                 | -                               |       |
| 3  | 22 de Agosto de 1961   | 19 de Março de 1962    | A Fugitiva                | n.d  | 17h30   | Aparecida Baxter             | -                               |       |
| 4  | 13 de Setembro de 1961 | 13 de Abril de 1962    | A Muralha                 | 62   | 21h05   | Miroel Silveira Raul Roulien | Benjamin Cattan Raul Roulien    |       |
| 5  | 18 de Abril de 1962    | 10 de Agosto de 1962   | Em Cada Coração Um Pecado | n.d  | 21h05   | -                            | -                               | [ 1 ] |
| 6  | 1963                   | 1963                   | Conflito                  | n.d  | 19h00   | -                            | Raul Roulien                    | [ 2 ] |
| 7  | 22 de março de 1965    | 21 de maio de 1965     | Escrava do Silêncio       | 45   | 18h30   | Leonor Lambertini            | Dalmo Ferreira Lúcia Lambertini | [ 3 ] |
| 8  | 24 de maio de 1965     | 4 de setembro de 1965  | As Professorinhas         | 20   | 18h30   | Lúcia Lambertini             | Lúcia Lambertini                | [ 4 ] |
| 9  | 6 de setembro de 1965  | 3 de dezembro de 1965  | O Moço Loiro              | 63   | 18h30   | J.Marcondes                  | Dalmo Ferreira                  | [ 5 ] |
| 10 | 6 de setembro de 1965  | 5 de dezembro de 1965  | Amor de Perdição          | n.d. | 14h30   | Leonor Lambertini            | Lúcia Lambertini                | [ 6 ] |
| 11 | 6 de dezembro de 1965  | 6 de fevereiro de 1966 | O Tirano                  | n.d. | 18h30   | Mário Fanucchi               | Dalmo Ferreira                  | [ 7 ] |
| 12 | 7 de fevereiro de 1966 | Abril de 1966          | Sangue Rebelde            | n.d. | 20h30   | Leonor Lambertini            | Dalmo Ferreira                  | [ 8 ] |
| 13 | junho de 1969          | julho de 1969          | O Feijão e o Sonho        | n.d. | 20h     | Walter George Durst          | -                               |       |

### Década de 1970
| #  | Início               | Término           | Título                | Cap. | Horário | Autoria                          | Diretor          | Ref    |
| -- | -------------------- | ----------------- | --------------------- | ---- | ------- | -------------------------------- | ---------------- | ------ |
| 14 | 16 de agosto de 1971 | 6 de maio de 1972 | Meu Pedacinho de Chão | 185  | 18h00   | Benedito Ruy Barbosa             | Dionísio Azevedo | [ 9 ]  |
| 15 | maio de 1974         | outubro de 1974   | João da Silva         | 100  | 11h00   | Lourival Marques e Jaior Bezerra | Jacy Campos      | [ 10 ] |
| 16 | 1978                 | 1978              | A Conquista           | 148  | 20h     | Jacy Campos                      | Lourival Marques |        |

### Década de 1980
| #  | Início                 | Término                | Título                   | Cap. | Horário | Autoria                   | Diretor         | Ref    |
| -- | ---------------------- | ---------------------- | ------------------------ | ---- | ------- | ------------------------- | --------------- | ------ |
| 17 | 6 de julho de 1981     | 31 de julho de 1981    | O Vento do Mar Aberto    | 20   | 21h00   | Mário Prata               | Edison Braga    | [ 11 ] |
| 18 | 3 de agosto de 1981    | 28 de agosto de 1981   | Floradas na Serra        | 20   | 21h00   | Geraldo Vietri            | Atílio Riccó    | [ 12 ] |
| 19 | 31 de agosto de 1981   | 25 de setembro de 1981 | O Fiel e a Pedra         | 30   | 21h00   | Jorge Andrade             | Edison Braga    | [ 13 ] |
| 20 | 28 de setembro de 1981 | 30 de outubro de 1981  | Partidas Dobradas        | 25   | 21h00   | Marcos Rey                | Edison Braga    | [ 14 ] |
| 21 | 2 de novembro de 1981  | 27 de novembro de 1981 | O Resto é Silêncio       | 30   | 21h00   | Mário Prata               | Mário Prata     | [ 15 ] |
| 22 | Janeiro de 1982        | Janeiro de 1982        | Maria Stuart             | 20   | 21h00   | Carlos Lombardi           | Edison Braga    | [ 16 ] |
| 23 | Fevereiro de 1982      | Fevereiro de 1982      | Nem Rebeldes, Nem Fiéis  | 20   | 21h00   | Renata Pallottini         | Ondina Ferreira | [ 17 ] |
| 24 | Fevereiro de 1982      | Fevereiro de 1982      | O Pátio das Donzelas     | 20   | 19h30   | Maria de Lourdes Teixeira | Edison Braga    | [ 18 ] |
| 25 | 1 de março de 1982     | 27 de março de 1982    | Pic-Nic Classe C         | 20   | 19h30   | Walter Negrão             | Walther Negrão  | [ 19 ] |
| 26 | 1 de março de 1982     | 27 de março de 1982    | As Cinco Panelas de Ouro | 20   | 22h00   | Sérgio Jockyman           | Edison Braga    | [ 20 ] |
| 27 | 29 de março de 1982    | 23 de abril de 1982    | A Casa da Pensão         | 20   | 19h30   | Rúbens Ewald Filho        | Sérgio Galvão   | [ 21 ] |
| 28 | 29 de março de 1982    | 7 de maio de 1982      | O Coronel e o Lobisomem  | 30   | 22h00   | Chico de Assis            | Arlindo Pereira | [ 22 ] |
| 29 | 26 de abril de 1982    | 21 de maio de 1982     | O Tronco do Ipê          | 20   | 19h30   | Edmara Barbosa            | n.d.            | [ 23 ] |
| 30 | 7 de junho de 1982     | 2 de julho de 1982     | Seu Quequé               | 20   | 19h30   | Wilson Rocha              | Edison Braga    | [ 24 ] |
| 31 | 5 de julho de 1982     | 30 de julho de 1982    | Paiol Velho              | 20   | 19h30   | Chico de Assis            | n.d.            | [ 25 ] |
| 32 | 2 de agosto de 1982    | 27 de agosto de 1982   | iaiá Garcia              | 20   | 19h30   | Rúbens Ewald Filho        | n.d.            | [ 26 ] |
| 33 | 30 de agosto de 1982   | 24 de setembro de 1982 | Música ao Longe          | 20   | 19h30   | Mário Prata               | n.d.            | [ 27 ] |